# Fredrik Westin (musiker)
Fredrik Westin, född 25 juli 1971 i Östersund, är en svensk musiker och poet.

## Biografi
Westin, som är uppvuxen i Hammarstrand i Jämtland, är diplomerad marknadsekonom från IHM Business School där han tog examen år 2000. Han var tidigare marknadschef för skiv- och bokningsbolaget Ninetone Records. Westin har varit kommunchef i Ånge kommun där han tidigare också arbetat som personalchef och socialchef. Bland hans tidigare anställningar märks även Dille gård naturbruksgymnasium där han var VD, Volex Ltd där han var VD för den svenska verksamheten samt Volex Poland S.P.z.o.o där han var VD för den polska verksamheten.
Han var åren 2005–2011 gitarrist i det svenska hårdrocksbandet Corroded och slutade i februari 2011.
2012 placerade han som textskrivare sig på en 7:e plats i Litauens melodifestival med låten One of a Kind som framfördes av artisten Simonna Musiken till "One of A Kind" skrevs av Bobby Ljunggren och Marcos Ubeda. Westin har tillsammans med Roger Rådström skrivit musikalen Utanförskapet.
Westin föreläser om hur det är att vara förälder till ett barn med diagnoserna Tourettes syndrom, ADHD och Aspergers syndrom i föreläsningen Jag är inte pappa till en skitunge, jag är pappa till Stålmannen 
År 2014 utgav han sin första bok, Våta tårars eld - 100 haiku. År 2015 valdes dikten "Savannen" ut till antologin Make love not war. År 2016 kom den andra diktsamlingen Sjörapport från inlandet.

## Diskografi

### Album som musiker
Corroded
- Eleven Shades Of Black (2009)
- Exit To Transfer (2010)

### Låtar som textförfattare, själv eller tillsammans med andra
Corroded
- Time And Again (2009) [9]
- Age of Rage (2011) – Låten användes av EA Games för att marknadsföra spelet Battlefield Play4Free.[10] (Guldskiva ifpi cert 5490)[källa behövs]
- Mad Man's World (2015)[11]
- Man får göra som man vill (2015)[12]